# Dodge megye (Minnesota)
Dodge megye az Amerikai Egyesült Államokban, azon belül Minnesota államban található. Megyeszékhelye Mantorville, legnagyobb városa Kasson. Lakosainak száma 20 867 fő (2020. április 1.). Dodge megye Goodhue, Mower, Olmsted, Steele és Rice megyékkel határos.

## Népesség
A megye népességének változása:
| Lakosok száma | 20 140 | 20 152 | 20 234 | 20 349 | 20 364 | 20 867 |
|               | 2010   | 2011   | 2012   | 2013   | 2015   | 2020   |